# وادي ترج
وادي ترج واد جار طوال العام في السراة من أكبر روافد وادي بيشة تسيل مياهه من شرقي تنومة في بلاد بني شهر ثم من سراة الحجر وسراة بلقرن من آل سلمة جنوباً إلى حجاب وأهنما وسقام متجهاً شمالاً حتى يصب في وادي بيشة عند قرية المجمعة جنوب مدينة بيشة. اشتهر في كتب الآداب والمعاجم بكثرة أسوده والأشعار التي قيلت فيه وبعض أحداثه ومنها يوم ترج الذي أسر فيه لقيط بن زرارة التميمي على يد الكميت بن حنظلة.